# Serge Leuko
Serge Sidoine Tchaha Leuko (Douala, 4 d'agost de 1993) és un futbolista professional que juga com a defensa pel CD Lugo.

## Carrera de club
Leuko va ingressar al planter del RCD Mallorca el 2008, a través de la Fundació Samuel Eto'o. Després de jugar per l'Atlètic de Ciutadella i el CF Torre Levante, va marxar al València CF el 2011.
Leuko va debutar com a sènior amb el Valencia CF Mestalla la temporada 2012–13, a Segona Divisió B. El 17 de juliol de 2015 va signar un contracte per tres anys amb el CD Lugo de Segona Divisió, però fou cedit a la UD Somozas de Segona B el 10 d'agost, per un any.
Leuko va debutar com a professional el 21 d'agost de 2016, quan va entrar en els últims minuts com a suplent d'Igor Martínez en un empat 2–2 contra el Gimnàstic de Tarragona. Inicialment suplent de Jordi Calavera com a lateral dret, va acabar prenent el lloc del veterà Manu a l'esquerra el desembre, i va aconseguir al cap de poc ser la primera opció al lateral esquerre.

## Internacional
Després d'haver jugat amb la selecció camerunesa sub-20, Leuko fou convocat per primer cop amb la selecció absoluta del Camerun el 12 de març de 2017 per disputar dos amistosos contra Tunísia i Guinea. Va debutar com a internacional setze dies després, jugant com a titular en un partit que acabà 1–2 contra Guinea.